# Euscelus mundanus
Euscelus mundanus es una especie de coleóptero de la familia Attelabidae.

## Distribución geográfica
Habita en Costa Rica, Honduras, Panamá y México.